# Bryan Greenberg
Bryan Greenberg (Omaha, 24 maggio 1978) è un attore e musicista statunitense, noto per il ruolo di Jake Jagielski nella serie One Tree Hill, per la parte di Nick Garrett nella serie October Road, e per la parte di co-protagonista nel film Prime.

## Biografia
Nato ad Omaha (Nebraska) in una famiglia ebraica, Greenberg si trasferisce a St. Louis, Missouri, dove studia e si diploma alla "Parkway Central High School". Intenzionato a diventare attore si trasferisce a New York, dove studia Teatro all'Università di New York, in seguito lavora in diverse compagnie teatrali, portando in scena Romeo e Giulietta.
Nel 1997 ottiene la sua prima parte in un episodio di Law & Order - I due volti della giustizia, l'anno seguente fa il suo debutto cinematografico con un piccolo ruolo in A Civil Action di Steven Zaillian. Si laurea nel 2000. In questi anni, sempre con piccoli ruoli, partecipa a serie tv come I Soprano, Squadra emergenza e Boston Public. Dal 2003 al 2006 ricopre il ruolo di Jake Jagielski nella serie One Tree Hill.
Dopo aver preso parte al film del 2004 Perfect Score nel 2005 lavora al fianco di Uma Thurman e Meryl Streep nella commedia Prime. Nel 2007 recita in Nobel Son - Un colpo da Nobel ed è protagonista della serie tv October Road, dove interpreta lo scrittore Nick Garrett, che dopo anni torna nel suo paese natale. Prende parte alla commedia romantica Bride Wars - La mia migliore nemica. Tra il 2010 e il 2011, è stato protagonista della serie televisiva della HBO How to Make It in America.

### Musica
Greenberg è anche un musicista, ha realizzato un EP intitolato Someday, che contiene i tre brani eseguiti nella serie One Tree Hill. Inoltre ha realizzato un album con 11 canzoni intitolato Waiting For Now, disponibile su iTunes.

## Vita privata
Dal 2012 ha una relazione con l'attrice Jamie Chung, con cui si fidanza l'anno successivo. Il 31 ottobre 2015 la coppia si sposa a Santa Barbara, in California.

## Filmografia

### Cinema
- A Civil Action, regia di Steven Zaillian (1998) Non accreditato
- Perfect Score (The Perfect Score), regia di Brian Robbins (2004)
- Prime, regia di Ben Younger (2005)
- Escape, regia di Josh C. Waller (2006) - Cortometraggio
- Thanks to Gravity, regia di Jessica Kavana Dornbusch (2006)
- Nobel Son - Un colpo da Nobel (Nobel Son), regia di Randall Miller (2007)
- Bride Wars - La mia migliore nemica (Bride Wars), regia di Gary Winick (2009)
- The Good Guy, regia di Julio DePietro (2009)
- Amici di letto (Friends with Benefits), regia di Will Gluck (2011)
- The Kitchen, regia di Ishai Setton (2012)
- The Normals, regia di Kevin Patrick Connors (2012)
- A Short History of Decay, regia di Michael Maren (2014)
- Vice, regia di Brian A. Miller (2015)
- The Program, regia di Stephen Frears (2015)
- Flock of Dudes, regia di Bob Castrone (2015)
- You People, regia di Kenya Barris (2023)

### Televisione
- Law & Order - I due volti della giustizia – serie TV, 1 episodio (1997)
- I Soprano (The Sopranos) – serie TV, 1 episodio (2000)
- Squadra emergenza (Third Watch) – serie TV, 1 episodio (2000)
- Three Sisters – serie TV, 1 episodio (2001)
- Squadra Med - Il coraggio delle donne (Strong Medicine) – serie TV, 1 episodio (2002)
- Providence – serie TV, 1 episodio (2002)
- The Chronicle – serie TV, 1 episodio (2002)
- Boston Public – serie TV, 2 episodi (2000-2003)
- Una mamma quasi perfetta (Life with Bonnie) – serie TV, 1 episodio (2004)
- One Tree Hill – serie TV, 25 episodi (2003-2006)
- October Road – serie TV, 19 episodi (2007-2008)
- How to Make It in America – serie TV, 16 episodi (2010-2011)
- Bessie, regia di Dee Rees - film TV (2015)
- A Hong Kong è già domani - film TV (2015)
- God Friended Me – serie TV, episodio 2x02 (2019)
- Suits LA – serie TV, 12 episodi (2025)

## Doppiatori italiani
Nelle versioni in italiano dei suoi lavori, Bryan Greenberg è stato doppiato da:
- Stefano Crescentini in Prime, Bride Wars - La mia miglior nemica
- Marco Vivio in October Road, A Hong Kong è già domani
- Emiliano Coltorti in Nobel Son - Un colpo da Nobel
- Marco Baroni in Perfect Score
- Francesco Pezzulli in Amici di letto
- Alessandro Quarta in One Tree Hill
- Andrea Lavagnino in The Good Guy
- Manuel Meli in How to Make It in America
- Luca Mannocci in The Tick

## Discografia

### Album
- 2007 – Waiting for Now
- 2011 – We Don't Have Forever
- 2015 – Everything Changes